# Santa Flavia
Santa Flavia è un comune italiano di 10 956 abitanti della città metropolitana di Palermo in Sicilia.
Si trova a circa 17 km ad est del capoluogo, sulla costa tirrenica. Costituisce un'unica conurbazione con la vicina Bagheria. Presenta molti porticcioli come l'Olivella e Santa Nicolicchia. Il suo porto è il secondo in Sicilia per numero di pescherecci.
(Girolamo Di Marzo, Dizionario geografico, biografico, statistico e commerciale della Sicilia, 1853)

## Geografia fisica
Il territorio di Santa Flavia è situato su un promontorio tra il golfo di Palermo e quello di Termini Imerese. Sorge su una zona litoranea bassa e sabbiosa alternata da formazioni in calcarenite.

## Storia

### Archeologia

#### Solunto
Area archeologica della città ellenistica di Solunto.
Oltre alle rovine dell'antico sito, è visitabile un piccolo museo, l'Antiquarium, situato all'ingresso degli scavi; in esso trovano esposizione materiali di varia tipologia: ceramiche, frammenti d'intonaci dipinti, steli, statuette, rilievi votivi, capitelli e monete soluntine e di altra provenienza.

## Monumenti e luoghi d'interesse

### Chiesa di Maria Santissima del Lume - Porticello
I lavori di costruzione iniziarono intorno al 1800 per volere dei pescatori, ma subito dopo vennero interrotti per ragioni economiche. Nel 1805 i lavori ripresero grazie alla donazione di Antonia Joppolo Filangeri principessa di Santa Flavia e baronessa di Solanto, della Regina Carolina di Napoli e dell'arciprete di Santa Flavia don Gaetano De Dominici. Di grande pregio il quadro della Madonna del Lume, dipinto su ardesia probabilmente nel 1722 dal missionario gesuita padre Giovanni Antonio Genovesi (o Genovese; Palazzo Adriano, 4 maggio 1684 - ?, 1743)
La chiesa negli anni 50 è stata ristrutturata nell'altare maggiore, nel battistero e in altre cappelle. Tra il 1985 e 1986 ha subito una radicale ristrutturazione dell'intero presbiterio, anche la canonica è stata ricostruita ex novo con moderne stanze per la catechesi e l'appartamento per il parroco, anche i locali della sacrestia sono stati ristrutturati e resi più funzionali. La chiesa è divisa in tre navate con grandi colonne di pietra. Nella navata di sinistra si trovano le cappelle di san Pietro, di santa Rita, di san Giuseppe, il Fonte Battesimale, la cappella con il confessionale, su una parete è posto un grande Crocifisso ligneo. Nella navata di destra si trovano la cappella della Madonna di Fatima, la cappella dove prende posto il coro, la cappella dell'Immacolata, la cappella del Sacro Cuore di Gesù, la cappella del Cristo morto e dell'Addolorata, su una parete si trova la statua di san Pio da Pietrelcina. In presbiterio è posto un Crocifisso ligneo del '700. Nel 1960 grazie a generose donazioni degli emigrati in America la chiesa è stata dotata di nuove campane e soprattutto di un moderno organo elettrico a due tastiere e pedali.

#### Storia della parrocchia
Il 4 agosto 1945 il cardinale Luigi Lavitrano, arcivescovo di Palermo erigeva a parrocchia la chiesa di Porticello, fino ad allora dipendente dalla parrocchia Sant'Anna di Santa Flavia. Si coronava un sogno perché da decine di anni la richiesta dei Porticellesi e del cappellano don Luigi La Placa era sempre stata rigettata per la tenace opposizione dei vari parroci di Santa Flavia. La cerimonia in chiesa si svolse il 26 agosto dello stesso anno, fu presieduta dal vicario generale e vescovo ausiliare mons. Gioacchino Di Leo, durante la Messa solenne fu letta la bolla arcivescovile e amministrata la prima Comunione a 50 bambini. Il 7 ottobre 1945, il cappellano don Salvatore La Barbera alla presenza del vescovo ausiliare prendeva possesso canonico della parrocchia come primo parroco.

### Chiesa di Maria Santissima Addolorata (Sant'Elia)
La prima cappella di cui si hanno notizie documentate, risale al 1365. Fu una piccola chiesa a più riprese ricostruita che ha dato il nome al piccolo borgo e alla relativa tonnara.
Le prime iniziative popolari sul piano religioso si concretizzarono a fine del '600, a causa delle continue lamentele per la scarsa assistenza religiosa dovuta alla lontananza della chiesa di S.Anna. Gli abitanti di S.Elia preoccupati di morire senza sacramenti costruirono la nuova chiesa sacramentale dedicata alla Beata Vergine Maria del Carmelo, nella parte bassa del borgo.
La scelta del luogo cadde vicino al mare al confluire di via Bellante e via Torre, con un primario fronte nelle camparie, ora sede dell'oratorio. Il prospetto odierno, con la porta sacramentale rivolta a sud risale alla fine del '700. Fonti popolari raccontano che un certo Gaetano Balistreri, avendo garantito a Ferdinando di Borbone la guardia, con barca armata, delle acque della fascia costiera da Solanto a Capo Zafferano, per riconoscenza gli abbia concesso un'area nel costone sovrastante la chiesetta della tonnara vicino alla torrazza, al fine di ampliarla ed abbellirla. Nel dicembre 1763 fu fondata la congregazione della Madonna delle Grazie, aggregata all'ordine dei Serviti di Maria S.S. Addolorata, il cui scopo era quello di rappresentare al Principe gli interessi socio-economici della collettività, la solidarietà verso i più bisognosi, l'indipendenza e l'autogestione religiosa e sociale. Il 1º novembre 1772, a seguito richiesta scritta per ottenere che la chiesa di Sant'Elia, da poco consacrata all'Addolorata, diventasse chiesa sacramentale curata, si pervenne ad un accordo tra gli abitanti, il Principe R.C. Filangeri ed il parroco della basilica Nicolà Randazzo, con il quale i capi famiglia di Sant'Elia; Billanti, Dentici, Tarantino, Busalacchi, Balistreri, Scardina, Corona, Alioto, Principato, Camarda, Machì e Mercurio s'impegnavano a contribuire alle spese del mantenimento di un cappellano con il ricavato del pescato. Si obbligarono altresì a partecipare ogni anno con propria torcia e con le insegne della congregazione alla processione di S.Anna. A queste condizioni il principe accettò che a Sant'Elia abitasse un cappellano curato, subordinato al parroco della parrocchia di S. Anna. Nel 1773 la costruzione della chiesa fu portata a termine, e si dice essere stata chiamata, la chiesa di Tano Balistreri.
Il fervore religioso e l'attaccamento ai valori tradizionali venivano manifestati dagli abitanti di Sant'Elia nei riguardi del barone in ogni occasione in cui veniva meno il servizio ecclesiale.
Il 16 dicembre del 1773 il vicario generale Isidoro del Castillo costituiva con suo decreto, "la chiesa dedicata alla Beata Vergine di Monte Carmelo e dell'Addolorata in Sant'Elia, chiesa curata filiale della parrocchia di S.Anna". Il decreto fu promulgato in pompa magna, ma il cappellano curato non si vide mai. Nel 1775 gli abitanti di S.Elia, tramite il parroco della basilica lamentarono al re, che pur avendo costruito la nuova chiesa curata non era stato possibile avere assegnato un sacerdote per mancanza di fondi. Il 24 settembre 1778 il parroco della basilica Nicolò Randazzo presentava una petizione al re "poiché tali popoli vivono colla pesca sopra della quale pagar debbono le dovute gabelle a Sua Maestà Vostra oltre le altre alla città capitale di Palermo dovute, menando la lora vita in estrema miseria come a tutti e ben noto". Infatti sul lavoro di questa gente gravavano; il fisco borbonico, le gabelle della città e le decime per la struttura ecclesiastica. (si pagavano all'arcivescovo 42 quintali di tonno e la decima di tutta l'intera pesca di ogni anno.)
Nessuna autorità riuscì a risolvere il problema dell'assistenza religiosa malgrado il parroco della basilica soluntina avesse trovato la soluzione nel decurtare 84 onze dalle rendite ex beni dei gesuiti. Il governo rifiutò la decisione del parroco, con il pretesto che la baronia in cui insisteva la chiesa doveva caricarsi di tali spese. Solo allora il principe Cristoforo Filangeri barone di Solanto si impegnò a sostenere con un proprio contributo il cappellano curato di Sant'Elia di nome padre Michele Natale. La questione però fiaccò la fiducia nelle istituzioni degli abitanti di S.Elia. Fu da allora che la gente di quel villaggio cominciò a pensare ad un'auto gestione delle proprie risorse sul piano economico, sociale e religioso, non dimenticando la generosità del principe Filangeri con il quale intessette rapporti di fiducia e di reciproca stima.
L'autogestione religiosa fu incoraggiata dai padri serviti dell'Addolorata che nell'atto di porre sull'altare maggiore il simulacro della Vergine perdolente, Pasqua del 1800, intesero tagliare con le vecchie congregazioni fondate dal principe barone.
Il conflitto cartaceo con la curia per la richiesta di una parrocchia autonoma condotto dai cappellani curati soprattutto da padre Militello si concluse dopo un secolo, infatti il 19 marzo 1932 la chiesa di Sant'Elia fu elevata a parrocchia. Il primo parroco fu padre Andrea Minneci di Montemaggiore Belsito.

### Le ville

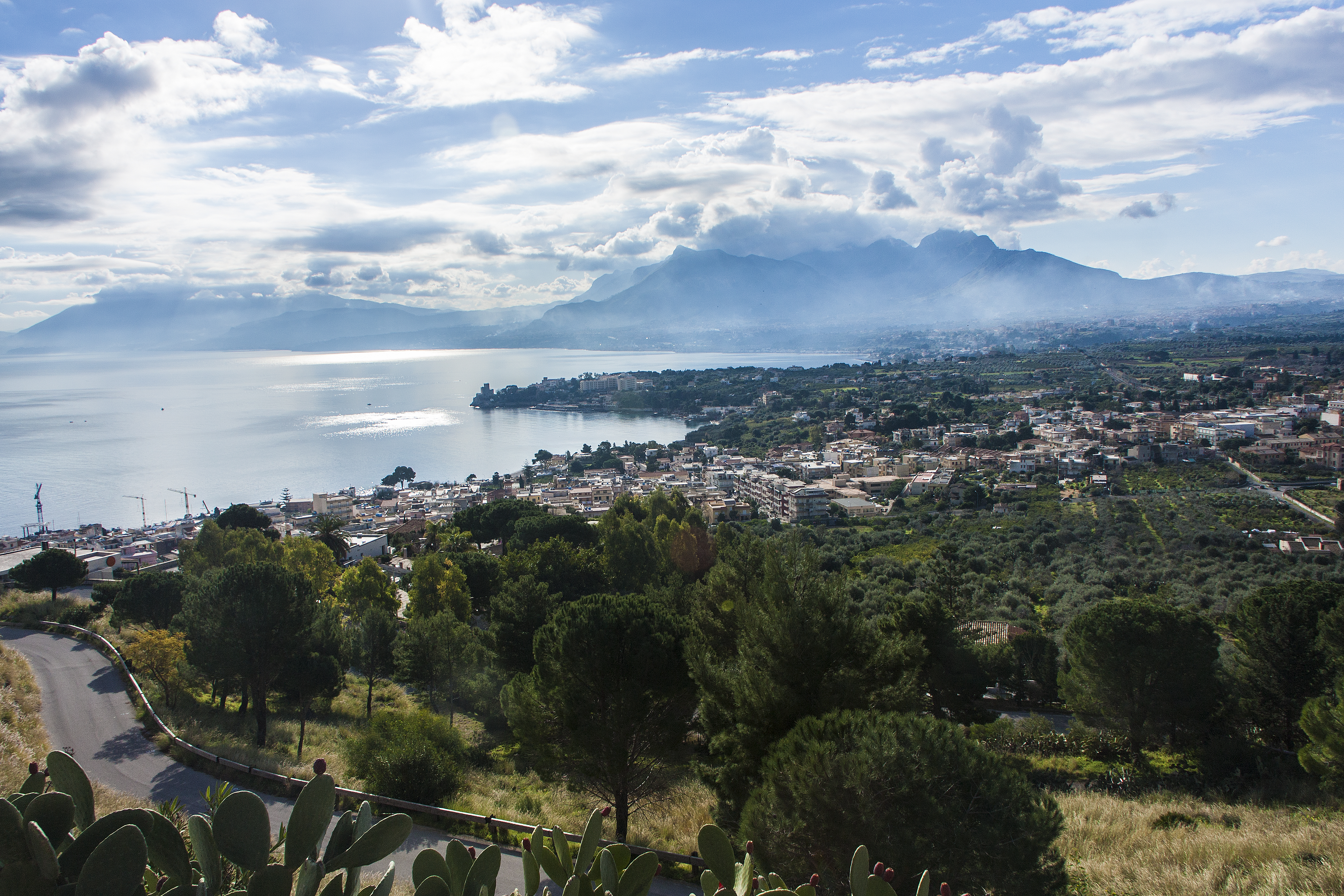
Santa Flavia da Solunto

- Villa Filangeri, sede del municipio.
- Villa San Marco (Proprietà privata)
- Villa Sperlinga (Proprietà privata)
- Villa Valdina (Proprietà privata)
- Villa Campofranco è una residenza di villeggiatura, costruita agli inizi del XVIII secolo dai Lucchesi Palli, Principi di Campofranco. (Proprietà privata)
- Villa Oliva è una residenza di villeggiatura, incompleta, voluta da un membro cadetto dei Branciforte, principi di Butera. (Proprietà privata) Probabilmente costituita originariamente da una vasta corte su cui si elevava un torrione che si doveva concludere come torre dei venti. Mai completata, nell'Ottocento è posseduta dal barone Riso che la vende alla contessa di Asaro (presso Mazzarino). Caratteristica della villa è la grande scuderia a forma di ferro di cavallo su modello francese. Nel XX secolo la villa, ormai rudere, è acquistata da un industriale alimentare che la ristruttura radicalmente pur mantenendo sia la scuderia che il grandioso viale di leccio che ne costituiva l'accesso aulico.
- Villa Cefalà venne fatta costruire dai conti Pilo di Capaci, per gestire un lussureggiante agrumeto. Il portale in tufo riporta inciso nella chiave di volta l'anno 1778. Nel XX secolo l'edificio venne sottoposto a interventi. Oggi il complesso è stato convertito in agriturismo.
- Villa Torremuzza era la residenza villeggiatura dei principi Castelli di Torremuzza. Settecentesca, venne distrutta nel secondo dopoguerra.
- Villino Basile. Prima opera di Ernesto Basile, realizzato tra il 1874 e il 1878 con la collaborazione del padre Giovan Battista Filippo, il villino era la bizzarra residenza per la villeggiatura estiva della famiglia, che coniuga una struttura di stile neorinascimentale, con vivaci decorazioni fitomorfe che ornano la torre cilindrica sul lato sinistro, che anticipano lo stile Liberty.

Gli esterni sono ravvivati dal contrasto cromatico tra le superfici lisce rivestite con piastrelle esagonali rosse, e le decorazioni e i bugnati in tufo giallo-dorato. Attualmente l'edificio versa in un preoccupante stato d'abbandono. (Proprietà privata)

### Castello e Palazzo Reale di Solanto
Il castello di Sòlanto diede il nome alla baronia omonima, antica divisione amministrativa di parte del territorio di Santa Flavia,si trova sul mare.
Edificato al tempo di Re Ruggero sopra un'alta scogliera, era anticamente destinato, come tanti altri, a protezione di un'attigua tonnara. Quale proprietà demaniale il castello venne assegnato da Federico III a Manfredo Layhabixa, dietro compenso sugli introiti della tonnara. Fu residenza della regina Bianca di Navarra. re Martino, nel 1392, concesse castello e tonnara a Francesco de Casaya. Il figlio di questi nel 1415 vendette il castello a Corrado Spadafora e nel 1500 circa apparteneva ancora a questa famiglia, nella persona di Giovanni Antonio Spadafora barone di Solanto.
In seguito esso pervenne a Gerardo Alliata, genero dello Spadafora (1517) alla cui famiglia rimase fino al 1660 circa con Ludovico Alliata barone di Solanto. In quell'epoca venne venduto ad asta pubblica ed acquistato da Asdrubale Termini duca di Vatticani.
Al tempo di Carlo II furono signori del castello Francesco Catena (1666) e poi Mario Antonio Joppolo Colnago principe di Sant'Elia (1682). In seguito, per linea femminile pervenne a Cristoforo Riccardo Filangeri principe di Santa Flavia (1765). Interessanti, in una piccola sala del castello, gli stemmi dei signori che lo possedettero da Re Ruggero fino al 1879, anno in cui pervenne a Benedetto Mantegna principe di Gangi.
Il cosiddetto Palazzo Reale di Sòlanto è un'ala del castello che fu restaurata agli inizi del XIX secolo in stile Neogotico, per ospitare Ferdinando I di Borbone. (Proprietà privata)

### Palazzina Perez-Raimondi
Era la casa per la villeggiatura estiva dello statista Francesco Paolo Perez, costruita alla fine del XIX secolo.

### Orfanotrofio Giuseppe Pezzillo
Grande edificio della fine del XIX secolo, parzialmente alterato da interventi della metà del Novecento.

### Cimitero
Realizzato su progetto dell'ingegnere Mario Umiltà negli anni 1934/35 con un'estensione di 9000 m², sostituì il precedente camposanto del tardo Settecento voluto dai principi Filangeri, che sorgeva nell'area oggi occupata dalla Scuola Media Statale Giovan Battista Filippo Basile. L'ingresso monumentale con esedra, situato sulla strada statale 113, mostra un'impostazione aulica fedele ai canoni dell'architettura del Ventennio Fascista; al centro del camposanto si erge una cappella circolare in marmo grigio; interessanti alcune sepolture e cappelle, con architetture, sculture e decori dallo stile eclettico, liberty, art déco. Nel 1981, il cimitero è stato ampliato.

### Stazione ferroviaria
Progettata da Roberto Narducci nel 1932, presenta un linguaggio aderente all'architettura fascista, tuttavia alleggerito nel razionale prospetto con una torre-orologio asimmetrica.
Nella piazza antistante, degno di nota il Monumento a Francesco Paolo Perez, busto marmoreo degli anni Dieci dello scultore Francesco Sorgi, posto su un alto basamento con fregi a nastro Liberty.

## Cultura
- A Santa Flavia è nato nel 1910 Vincenzo D'Acquisto, giornalista, saggista, scrittore, ufficiale dei Carabinieri e autore di oltre 350 brani. Suo è il famoso L'edera, interpretato da Nilla Pizzi e ripetuto da Tonina Torrielli, giunto al secondo posto nell'ottava edizione del Festival di Sanremo del 1958.
- Nei pressi dell'area archeologica di Solunto, dopo una conferenza sulla città antica, nacque il Gruppo 63, movimento italiano letterario guidato da scrittori come Nanni Balestrini, Achille Bonito Oliva, Elio Pagliarani, Umberto Eco, Furio Colombo e Edoardo Sanguineti.
- Santa Flavia ha anche dato i natali al noto filosofo Marco Canzoneri.
- Nel film Johnny Stecchino, diretto e interpretato dal Premio Oscar Roberto Benigni, la casa in cui abitano il protagonista, Maria e lo zio è Villa Spedalotto, sita a Santa Flavia.
- Santa Flavia è l'immaginaria Lumera della soap-opera Agrodolce.

### Radio
Emittenti Scomparse :
- Radio Abu Simbel
- Radio Galassia Porticello
- Radio Music
- Radio Santa Flavia Centrale
- Radio Santa Flavia Centrale Music
- RSF Music

## Economia
I principali prodotti agricoli coltivati nel suo territorio sono gli agrumi e gli ortaggi. È rilevante la produzione ittica per la cospicua pesca di pesce fresco di vario genere. Santa Flavia è molto importante per il turismo, specie quello balneare.
Nel porto peschereccio di Porticello stazionano 266 imbarcazioni per la pesca.
Sorgono, dentro la frazione di Porticello, numerose spiagge che raccolgono durante il periodo estivo innumerevoli turisti da tutte le parti del mondo.
Per citarne qualcuna:
Spiaggia Kafara - (spiaggia ai piedi dell’omonimo hotel adesso in disuso)
Spiaggia Olivella - (spiaggia che percorre tutta la linea del lungomare porticellese)
Spiaggia A’ Ciddara - (spiaggia che porta al termine della spiaggia Olivella)

## Amministrazione
Sindaci di Santa Flavia:
- 1944-1945: Gaetano Fiduccio, Commissario Prefettizio
- 1945-1946: Gioacchino Raspante, Commissario Prefettizio
- 1946-1956: Antonino D'Amato
- 1956-1957: Myhedin Maxhuni[6][7]
- 1958-1959: Antonino Chiello, Commissario Straordinario
- 1959-1960: Carmelo D'Amato, Commissario Straordinario
- 1960-1963: Antonino D'Amato
- 1964-1965: Myhedin Maxhuni
- 1965-1967: Pietro Imboccari
- 1968-1969: Antonino D'Amato
- 1969-1971: Pietro Imboccari
- 1971-1978: Pietro Sanfilippo
- 1979-1980: Pietro Imboccari
- 1980-1982: Pietro Sanfilippo
- 1982-1983: Giuseppe Meloni
- 1983-1989: Nicolò Lo Coco
- 1989-1989: Gaetano Affatigato
- 1989-1990: Antonino Pianelli, Commissario Regionale
- 1990-1990: Giuseppe Meloni
- 1990-1991: Gaetano Affatigato
- 1991-1991: Rosalia Cefalù
- 1991-1993: Commissariamento Prefettizio
- 1993-1997: Salvino Roccapalumba
- 1997-2007: Pietro Sanfilippo
- 2007-2012: Antonio Napoli
- 2012-2017: Salvatore Sanfilippo
- 2017-2022: Salvatore Sanfilippo
- 2022-in carica: Giuseppe D’Agostino

### Gemellaggi
- Ondarroa

## Società

### Evoluzione demografica
Abitanti censiti

## Galleria d'immagini

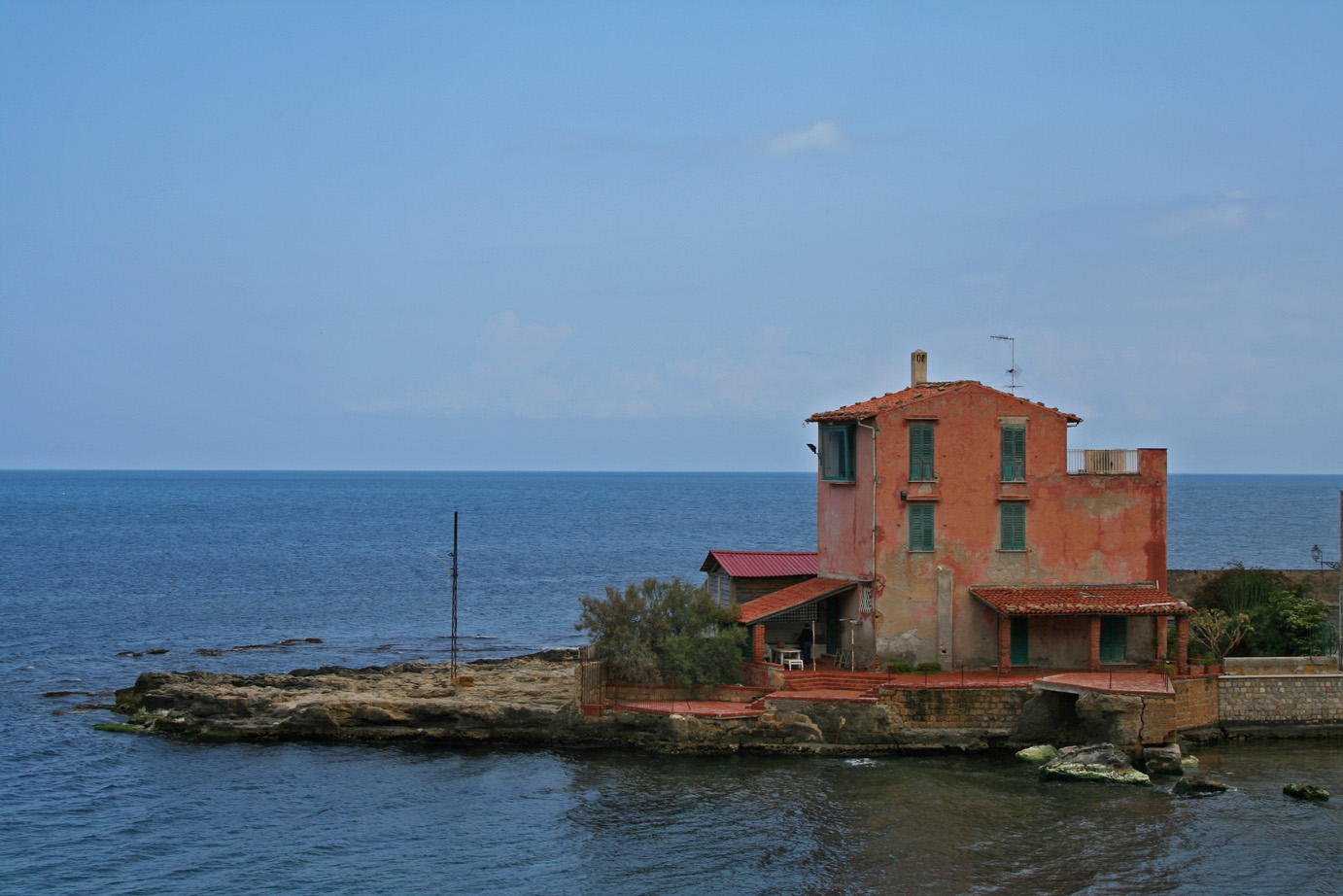
Una casa presso Porticello
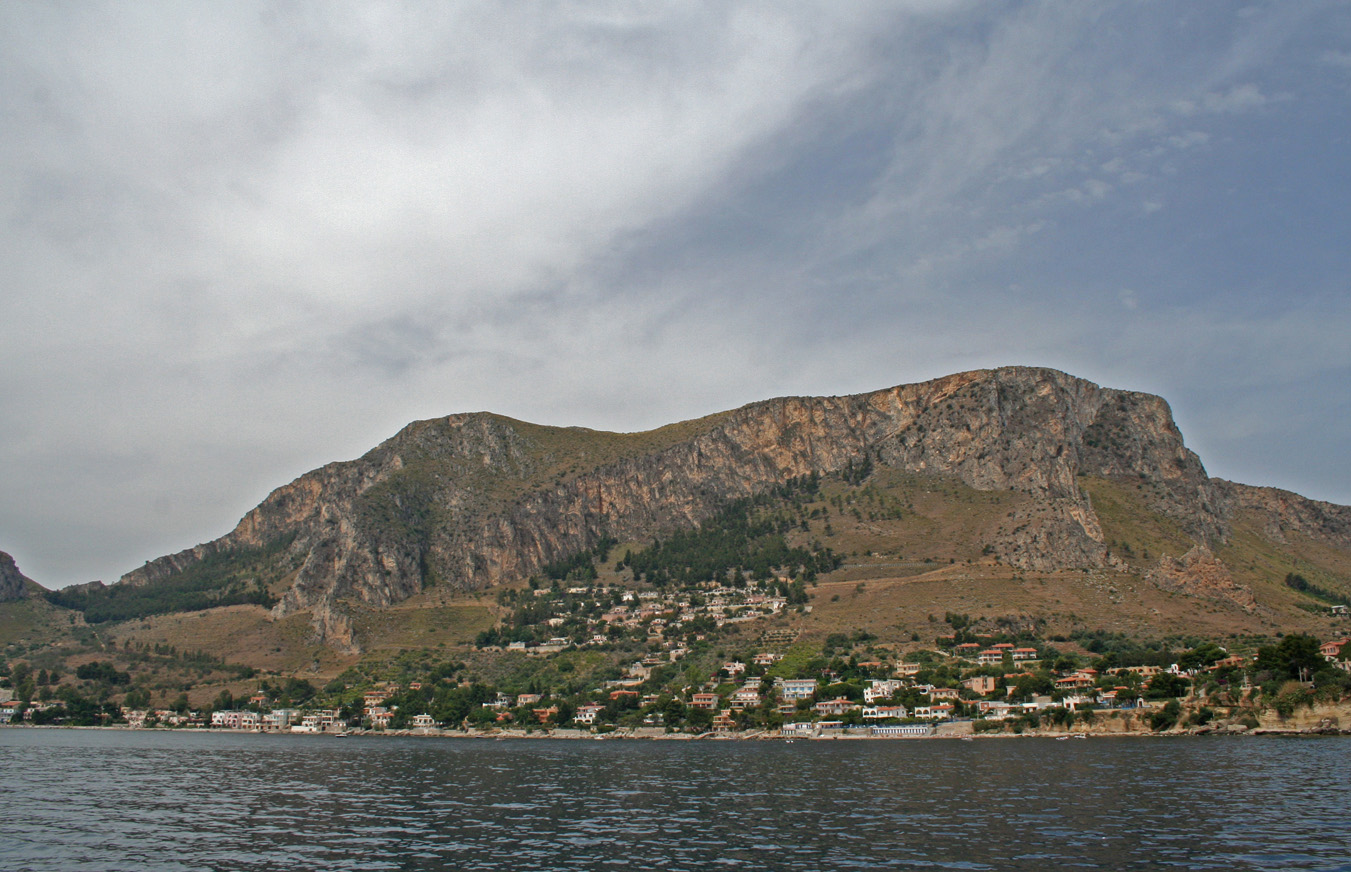
Sant'Elia